# Yelamanchili, West Godavari
Yelamanchili là một trong 46 mandal thuộc huyện West Godavari district, bang Andhra Pradesh in Ấn Độ. Its headquarters are located in the town of Yelamanchili. The mandal is bordered by the Godavari River to the north and east, the Palacole mandal to the south, and the Poduru và Achanta mandals to the west.